# Djolongou
Djolongou ist ein Weiler im Arrondissement Niamey V der Stadt Niamey in Niger.

## Geographie
Der Weiler befindet sich am südlichen Rand des ländlichen Gebiets von Niamey V. Zu den umliegenden Siedlungen zählen die Weiler Lougol im Norden und Lowayé im Nordosten. Bei Djolongou verläuft das 20 Kilometer lange Trockental Saga Gourma Gorou, das hinter dem Dorf Saga Gourma in den Fluss Niger mündet.

## Bevölkerung
Bei der Volkszählung 2012 hatte Djolongou 947 Einwohner, die in 65 Haushalten lebten. Bei der Volkszählung 2001 betrug die Einwohnerzahl 133 in 20 Haushalten.